# Lechlinek
Lechlinek (prononciation : [lɛˈxlinɛk]) est un village polonais de la gmina de Skoki dans le powiat de Wągrowiec de la voïvodie de Grande-Pologne dans le centre-ouest de la Pologne.
Il se situe à environ 6 kilomètres au nord de Skoki (siège de la gmina), 14 kilomètres au sud de Wągrowiec (siège du powiat), et à 47 kilomètres au nord-est de Poznań (capitale de la Grande-Pologne).
Le village possédait une population de 73 habitants en 2006.

## Histoire
De 1975 à 1998, le village faisait partie du territoire de la voïvodie de Poznań.

Depuis 1999, Lechlinek est situé dans la voïvodie de Grande-Pologne.